# Красновишерск
Краснови́шерск — самый северный город в северо-восточной части Пермского края, административный центр Красновишерского района.
Распоряжением Правительства РФ от 29 июля 2014 года № 1398-р «Об утверждении перечня моногородов» Красновишерское городское поселение включено в категорию «Монопрофильные муниципальные образования Российской Федерации (моногорода)».

## География
Город расположен в крайней западной части Красновишерского района, на левом берегу реки Вишеры. Расстояние до краевого центра, города Пермь — 300 км.
Площадь города — 18,57 км2.

## История
Красновишерск, самый северный город края, вырос на месте посёлка Вижаиха, где в 1894—1897 годах русско-французским акционерным обществом был построен металлургический завод.
Красновишерск основан в 1930 году в связи со строительством ЦБК, которое велось в основном силами заключённых (с 1926 здесь находилось 4-е отделение Соловецкого лагеря особого назначения, а с 1929 — самостоятельное управление Вишерских лагерей)
2 июля 1942 года посёлок преобразован в город Красновишерск.

Здесь с 1928 по 1934 гг. находился лагерь «Вишералаг». Тысячи невинно осуждённых — жертвы сталинских репрессий — строили ЦБК и заготовляли лес. Узником этого лагеря был и русский писатель Варлам Шаламов, автор антиромана «Вишера» и «Колымских рассказов».
21 июля 2007 года в Красновишерске на пересечении улиц Гагарина и Дзержинского в честь 100-летия был открыт мемориал Варлама Шаламова. В 1930-е годы именно в Вишлаге он отбывал свой первый срок.

## Климат
- Среднегодовая температура воздуха — −0,3 °C
- Относительная влажность воздуха — 74,9 %
- Средняя скорость ветра — 3,2 м/с

| Показатель                            | Янв.  | Фев. | Март | Апр. | Май | Июнь | Июль | Авг. | Сен. | Окт. | Нояб. | Дек.  | Год  |
| ------------------------------------- | ----- | ---- | ---- | ---- | --- | ---- | ---- | ---- | ---- | ---- | ----- | ----- | ---- |
| Средняя температура, °C               | −15,6 | −14  | −7,4 | −0,7 | 7,6 | 14,5 | 17,1 | 12,8 | 6,9  | −0,5 | −10,3 | −14,6 | −0,3 |
| Источник: NASA. База данных RETScreen |       |      |      |      |     |      |      |      |      |      |       |       |      |

## Природные ресурсы
В 3 км выше Красновишерска расположено Ничковское месторождение глины, пригодной для изготовления кирпича марки «150». Для хозяйственно-питьевого водоснабжения города используется участок детальной разведки «Родниковый», расположенный в 6 км к северу от города. Уровень энергоснабжения оценивается как благоприятный для размещения любой отрасли народного
хозяйства.

## Население
| 1959    | 1967    | 1970    | 1979    | 1989    | 1992    | 1996    | 1998    | 2000    |
| ------- | ------- | ------- | ------- | ------- | ------- | ------- | ------- | ------- |
| 15 207  | ↗16 000 | ↘14 944 | ↗15 917 | ↗18 700 | ↗19 200 | ↗19 400 | →19 400 | →19 400 |
| 2001    | 2002    | 2003    | 2005    | 2006    | 2007    | 2008    | 2009    | 2010    |
| ↘19 300 | ↘18 260 | ↗18 300 | ↘17 800 | ↘17 700 | ↘17 500 | ↘17 400 | ↘17 320 | ↘16 099 |
| 2011    | 2012    | 2013    | 2014    | 2015    | 2016    | 2017    | 2018    | 2019    |
| ↗16 100 | ↗16 111 | ↗16 127 | ↘15 917 | ↘15 733 | ↘15 644 | ↘15 587 | ↘15 359 | ↘15 022 |
| 2020    | 2021    | 2023    |         |         |         |         |         |         |
| ↘14 836 | ↘14 460 | ↘14 164 |         |         |         |         |         |         |

На 1 января 2025 года по численности населения город находился на 809-м месте из 1124 городов Российской Федерации.
Современная демографическая обстановка в городе характеризуется снижением рождаемости, переходом от расширенного к простому воспроизводству населения, прогрессирующему старению жителей и повышению смертности (современные факторы роста: высокая социальная напряжённость и проблема алкоголизма). Падение производства и связанное с этим отсутствие рабочих мест вынуждает подрастающее поколение покидать родные места. Возрастная структура населения: 0—15 лет — 27,6 %, пенсионный возраст — 13,9 %, трудоспособный — 58,5 %. Средний возраст населения — 33,4 года. Среднегодовая численность рабочих и служащих в промышленности составила 3017 человек, более 40 % работающих заняты в отраслях лесного комплекса.
Национальный состав
В национальном составе, наибольший процент (98,4 %) составляют русские, 0,5 % — украинцы, и по 0,3 % — белорусы и татары.

## Экономика
К отраслям производственной специализации города относятся предприятия лесной и деревообрабатывающей промышленности, цветной металлургии. Ранее, наиболее значительным в лесном комплексе являлся ОАО «Вишерабумпром» (который в настоящее время признан банкротом, разорён и закрыт), самое крупное предприятие города, до 2006 года выпускавшее высококачественную бумагу, пиломатериалы, древесно-волокнистые плиты.
Прииск «Уралалмаз» производил добычу высококачественных алмазов на россыпных месторождениях Вишерского и Койво-Вижайского алмазоносных районов дражным методом. В начале января 2014 года объявлен банкротом.

## Транспорт
Железная дорога отсутствует. Ближайшая пассажирская станция — в городе Соликамск.
Выполняются регулярные автобусные рейсы до Перми, Соликамска, а также до посёлков и деревень, находящихся в подчинении Красновишерского городского округа (Вая, Вишерогорск, Верх-Язьва и другие).
На территории города действуют два автобусных маршрута:
| Маршрут | Начальный пункт | Конечный пункт |
| ------- | --------------- | -------------- |
| 1       | ул. Нефтяников  | ул. Победы     |
| 2       | п. Набережный   | п. УЖД         |

Ранее действовал маршрут 3т «ул. Нефтяников — п. Набережный»
В 1 км от города расположен недействующий аэропорт.

## Образование
Система образования включает в себя Уральский промышленный техникум (до 2012 года — ПТУ № 46) и две среднеобразовательных школы (одна из которых имеет филиал).

## Социальная сфера
Энергоснабжение города осуществляется котельными. Теплосети и подстанции Красновишерская — Пермской энергосистемы, а газоснабжение сжиженным газом из резервуара Райгаза по сети протяжённостью 6,5 км.
Операторы сотовой связи: Tele2, МТС, Билайн, Мегафон, Ростелеком. Стационарные телефоны: Rostelecom. Интернет по технологии ADSL, GPON: Rostelecom, НПО «Импульс».
В 1980 году открыт народный краеведческий музей. 
Город обеспечен детскими дошкольными учреждениями, больницами.
С лета 2012 года организовано всеобщее городское движение «Город без наркотиков».

## Средства массовой информации

### Печатные издания
- Красная Вишера

### Радио
| Частота | Название                                     |
| ------- | -------------------------------------------- |
| 70,43   | (Молчит) Радио Маяк                          |
| 71,33   | (Молчит) Радио России / Радио Пермского края |
| 100.8   | Радио Пермяк                                 |
| 103.2   | Белое радио                                  |
| 103.7   | (Молчит) Радио Соль FM                       |
| 104.8   | Импульс FM                                   |
| 106.3   | Радио России / Радио Пермского края          |

### Телевидение
| Частотный канал | Мультиплекс               |
| --------------- | ------------------------- |
| 34 ДМВ-канал    | Первый мультиплекс РТРС-1 |
| 43 ДМВ-канал    | Второй мультиплекс РТРС-2 |

- «Вишера ТВ», кабельное телевидение, 78 каналов DVB-C

## Экология
Источником загрязнения воздушного бассейна является нефтегазодобыча: в радиусе 10 км от нефтяных и газовых скважин ПДК — до 0,9. Санитарно-гигиеническое состояние почвенного покрова и растительности можно считать благоприятным. Значительный урон наносится лесному фонду вследствие заготовок древесины многочисленными лесопильными цехами. В лесу остаётся много мусора, восстановительные работы практически не производятся. Упущения в правоохранительной и управленческой деятельности местных властей способствуют деградации окружающей среды, которая в недавнем прошлом характеризовалась необычайной красотой, обилием грибов и ягод, разнообразием растительного и животного мира. Так же качество реки Вишеры не соответствует ПДК на 2014 год: превышение по марганцу 5ПДК, а также по железу 3ПДК, класс качества воды 3 «а» (загрязнённая). В городе осуществляется заготовка берёзового угля, вследствие чего на территории города в безветренную погоду может устанавливаться смог с неприятным запахом.

## Достопримечательности
- Горы и формы рельефа в окрестностях города:
  - Помяненный Камень
  - Ветлан
  - Полюдов Камень
  - Говорливый
  - Писаный Камень
- Памятники истории и архитектуры:
  - Мемориальный комплекс погибшим воинам-красновишерцам